# Kutujärvi (sjö i Suonenjoki, Norra Savolax)
Kutujärvi är en sjö i kommunen Suonenjoki i landskapet Norra Savolax i Finland. Sjön ligger 97,8 meter över havet. Den är 29 meter djup. Arean är 64 hektar och strandlinjen är 6,96 kilometer lång. Sjön  ingår i Kymmene älvs huvudavrinningsområde.   Den ligger omkring 48 kilometer sydväst om Kuopio och omkring 290 kilometer norr om Helsingfors. 
I sjön finns ön Karjalansaari. 